# (38760) 2000 RG3
2000 RG3 (asteroide 38760) é um asteroide da cintura principal. Possui uma excentricidade de 0.14484730 e uma inclinação de 6.92449º.
Este asteroide foi descoberto no dia 1 de setembro de 2000 por LINEAR em Socorro.